# Alexander George McAdie
Alexander George McAdie (4 de agosto de 1863 – 1 de noviembre de 1943) fue un meteorólogo estadounidense.

## Semblanza
Mientras era todavía un estudiante universitario, McAdie se incorporó al Servicio de Señales del Ejército, organismo predente del Servicio Meteorológico Nacional de los EE. UU. Se graduó en la Universidad de Harvard en 1885.
Entre 1903 y 1913 trabajó en la Agencia Meteorológica en San Francisco. También fue vicepresidente del Sierra Club, desde 1904 hasta 1913, año este último en que fue nombrado profesor de meteorología en Harvard, donde permaneció hasta 1931. Durante esta época ejerció simultáneamente como director del Observatorio de Blue Hill.
Entre sus principales logros figura la invención de un dispositivo para impedir las heladas dañinas para la fruta. Fue pionero en el uso de cometas para estudiar condiciones de la atmósfera a gran altura. En 1885 actualizó en Blue Hill (Boston) los experimentos de Benjamin Franklin, sujetando un voltímetro a una cometa y midiendo la diferencia de potencial eléctrico entre la tierra y la atmósfera a distintas alturas. También realizó estudios de los efectos atmosféricos del humo, la conexión entre las auroras y la electricidad en la atmósfera, y el peligro causado por los relámpagos. Es el autor de un atlas de nubes.
Así mismo, es conocido por su declaración en 1899 sobre los efectos potenciales de la electrocución (basado en su experiencia con los relámpagos) en la primera prueba para decidir si la silla eléctrica era un castigo inusualmente cruel. Su testimonio se utilizó contra el uso de la silla eléctrica para la pena de muerte.
Además de su trabajo con la agencia meteorológica, McAdie escribió un relato detallado Archivado el 24 de septiembre de 2015 en Wayback Machine. del terremoto de San Francisco de 1906 y compiló un catálogo de terremotos en la costa del Pacífico.
Estuvo casado con Mary Randolph Brown McAdie.

## Reconocimientos
- El monte McAdie en la Sierra Nevada californiana lleva su nombre.
- El cráter lunar McAdie conmemora su nombre.[2]
- El edificio del Centro Meteorológico de la Flota en Norfolk (Virginia) también conmemora su nombre.